# CAN DO レイソル
『CAN DO レイソル』（キャン・ドゥ・レイソル）は、千葉テレビ放送の柏レイソル応援番組。毎月偶数週（第2、4週目）の日曜日に放送されていた。ジェフ千葉の応援番組は月1回であるので、レイソルの方が広報活動に力を入れているといえる。
レイソルのJ2降格がきっかけとなったのか2006年3月をもって放送終了。後継番組は『Risingレイソル!』。
- 司会 礒葉子、池田仁守、渡辺毅（池田、渡辺はレイソルチームスタッフ）
- レポーター 種蔵里美（レイソルチームスタッフ）
- 番組の内容 試合のダイジェスト「熱闘見聞録」と、その試合ごとのプレー分析などを行う「勝利への王道」、選手インタビューなど。